# 帝國皇家陸軍
帝國皇家陸軍（德語：kaiserlich-königliche Landwehr 或 k.k. Landwehr），又称奧地利帝國陸軍，是1869年至1918年間奧匈帝國內萊塔尼亞或奧地利半部的領土軍隊，另一部分是匈牙利皇家部隊。兩個陸軍國防軍與共同軍以及帝國和皇家海軍一起組成了奧匈帝國的武裝部隊（Bewaffnete Macht 或 Wehrmacht）。
德意志帝國陸軍主要由預備役人員和志願者組成，與之相對的奧地利帝國皇家陸軍則是完全由正規部隊組成。

## 歷史
大約從16世紀開始，“衛隊”（德語：Landwehr）一詞在前神聖羅馬帝國的土地上泛指戰時動員起來的人民民兵。在歐洲拿破崙戰爭期間，根據1808年奧地利帝國的帝國法令，衛隊被編入為帝國軍第二線的常規編隊。
而奧地利帝國的正規部隊在1809年至1859年期間被投入於作戰行動，此後他們被改制到皇家衛隊中。

### 奧地利帝國皇家衛隊
拿破崙戰爭期間，奧地利皇家衛隊於 1808 年 6 月 9 日根據帝國法律成立，作為補充奧地利正規軍的永久機構。這支部隊曾於 1809 年和 1813 年至 1814 年期間使用。1859 年，Landwehr被廢除。
當時的奧匈帝國軍隊由三類部隊組成：
- 屬於全帝國的“凱薩”軍團；
- 奧地利和匈牙利陸軍 Landwehr (匈牙利又稱honvéd);
- 奧地利和匈牙利陸地風暴兵 Landsturm[1]

對於奧地利土地 (內萊塔尼亞) 的武裝部隊所要承擔的主要任務則是由 1889 年帝國議會第 41號法律所規範:
|  | § 4. 在戰爭期間，陸軍的目的是支持軍隊和內防；在和平時期、特殊情況下，它也能維持帝國內部的秩序和安全. |

該法第 14 條規定和平時期奧地利武裝部隊的兵力為 3 萬人。
與德意志帝國陸軍不同，自 1867 年以來，奧地利使用“Landwehr”一詞來指代各邦的武裝部隊，而不是後備役部隊。對於後者，奧匈帝國武裝部隊使用了“陸地風暴兵”(德語：Landsturm)一詞.

## 語言問題
與帝國軍不同，奥匈帝国內的奧地利帝國皇家衛隊僅招募來自奧地利地區出生的士兵，與之相對的，匈牙利皇家衛隊則是招募來自於聖史蒂芬王冠領的士兵，因此兩邊的軍隊將使用各自的語言交流，並作為唯一的指揮語言，且長官也是如此。